# Niels Vets
Niels Vets (Bonheiden, 19 februari 1992) is een Belgisch voormalig voetballer die doorgaans als centrale verdediger speelde. Zijn laatste club was Rupel Boom, waarvoor hij uitkwam tussen 2015 en 2016.

## Clubcarrière
Vets begon zijn carrière in de jeugdopleiding van de profclub uit zijn geboorteplaats, namelijk Lierse SK. Een debuut in het eerste elftal bleef uit. Hij tekende een contract voor drie jaar bij de Lierse club, maar wilde wel verhuurd worden. In het seizoen 2012/13 nam Fortuna Sittard hem op huurbasis over. De verdediger debuteerde op 14 december 2012 in een wedstrijd tegen rivaal MVV Maastricht, als invaller voor Jonathan Hendrickx. Na één seizoen bij Fortuna gespeeld te hebben, nam de club Vets definitief over; hij tekende er een contract tot 2015. In 2015 verlengde Vets zijn contract met één jaar. In oktober ontbond hij zijn contract en eind 2015 vond Vets in Rupel Boom een nieuwe club. In de zomer van 2016 zette de Belg een punt achter zijn carrière, door aanhoudend blessureleed aan zijn knie.

## Clubstatistieken
| Seizoen | Club            | Competitie     | Competitie | Competitie | Beker | Beker | Internationaal | Internationaal | Totaal | Totaal |
| Seizoen | Club            | Competitie     | Wed.       | Dlp.       | Wed.  | Dlp.  | Wed.           | Dlp.           | Wed.   | Dlp.   |
| ------- | --------------- | -------------- | ---------- | ---------- | ----- | ----- | -------------- | -------------- | ------ | ------ |
| 2011/12 | KFC Turnhout    | Derde klasse   | 12         | 0          | 0     | 0     | —              | —              | 12     | 0      |
| 2012/13 | Fortuna Sittard | Jupiler League | 15         | 1          | 0     | 0     | —              | —              | 15     | 1      |
| 2013/14 | Fortuna Sittard | Jupiler League | 3          | 0          | 1     | 0     | —              | —              | 4      | 0      |
| 2014/15 | Fortuna Sittard | Jupiler League | 5          | 0          | 0     | 0     | —              | —              | 5      | 0      |
| 2015/16 | Fortuna Sittard | Jupiler League | 2          | 0          | 1     | 0     | —              | —              | 3      | 0      |
| 2015/16 | Rupel Boom      | Derde klasse   | 2          | 0          | 0     | 0     | —              | —              | 2      | 0      |
| Totaal  | Totaal          | Totaal         | 39         | 1          | 2     | 0     | 0              | 0              | 41     | 1      |